# Sylvi Palo
Sylvi Palo (26 de marzo de 1911 – 25 de mayo de 1987) fue una actriz finlandesa, recordada por su matrimonio con el actor Tauno Palo.

## Biografía
Su verdadero nombre era Sylvi Sanelma Sakki, y nació en Myllykoski, Finlandia. Ella y Tauno Palo se conocieron trabajando en el Teatro Sörnäisten Työväen Näyttämö a finales de los años 1920. Se casaron en 1934, naciendo en ese año su hijo Pertti Palo. En 1943 nació el segundo hijo de la pareja, Martti Palo. El matrimonio acabó divorciándose en 1962.
Sylvi Palo fue durante largo tiempo actriz del Teatro Nacional de Finlandia, pero fue también actriz cinematográfica, participando en un total de 14 producciones. Algunas de sus películas más desy¡tacadas fueron Suurin voitto (1944), Ja alla oli tulinen järvi (1937) y Laulu tulipunaisesta kukasta (1938), actuando por última vez para la pantalla en 1952 en Silmät hämärässä.
Sylvi Palo falleció en 1987 en Helsinki, Finlandia, a los 76 años de edad.

## Filmografía
- 1936 : Vaimoke
- 1938 : Laulu tulipunaisesta kukasta
- 1939 : Hätävara
- 1940 : Jumalan myrsky
- 1940 : Yövartija vain...
- 1941 : Täysosuma
- 1941 : Perheen musta lammas
- 1942 : Puck
- 1944 : Suurin voitto
- 1946 : Menneisyyden varjo
- 1952 : Silmät hämärässä